# 第13回先進国首脳会議

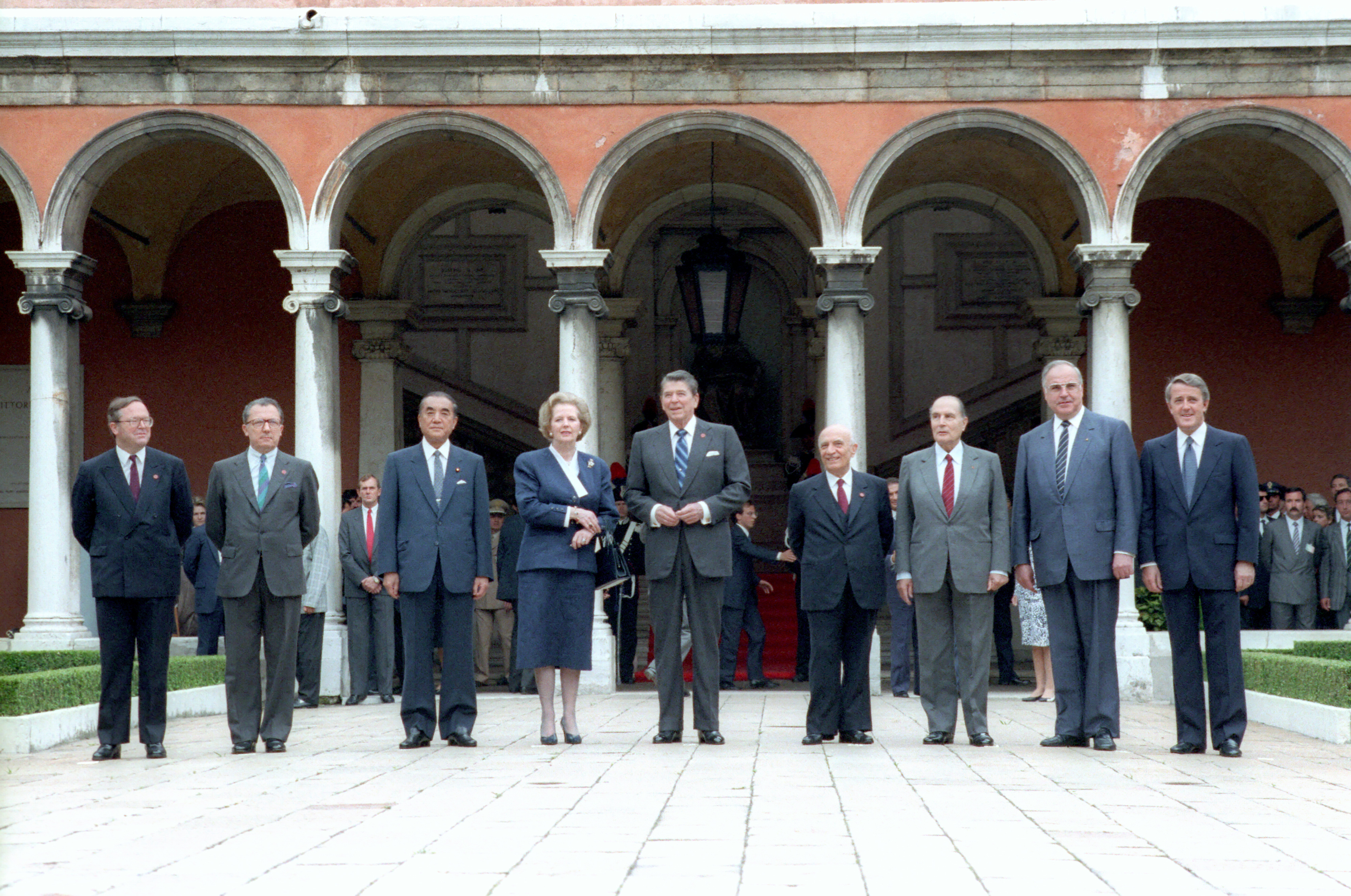

第13回先進国首脳会議（だい13かいせんしんこくしゅのうかいぎ）は1987年6月8日から10日までイタリアのヴェネチア（ベネチア）で開催された先進国首脳会議。通称:ヴェネチア・サミット（ベネチア・サミット）。

## 出席首脳
サミットに参加した首脳は以下の通り:
- アミントレ・ファンファーニ（議長・イタリア首相）
- フランソワ・ミッテラン（フランス共和国大統領）
- ロナルド・レーガン（アメリカ合衆国大統領）
- マーガレット・サッチャー（イギリス首相）
- ヘルムート・コール（西ドイツ首相）
- 中曽根康弘（日本国内閣総理大臣）
- ブライアン・マルルーニー（カナダ首相）
- ジャック・ドロール（欧州委員会委員長）

この他、EC議長国としてオランダのルード・ルベルス首相が参加した。